# کونوو
کونوو (به ایتالیایی: Cunevo) یک کومونه در ایتالیا است که در ترنتینو واقع شده‌است.

## خصوصیات
کونوو ۵٫۶ کیلومترمربع مساحت و ۵۶۷ نفر جمعیت دارد و ۵۷۵ متر بالاتر از سطح دریا واقع شده‌است.